# آنابرگ دیشتریکت
آنابرگ دیشتریکت (به آلمانی: Landkreis Annaberg) یک ناحیه در آلمان است که در زاکسن واقع شده‌است. آنابرگ دیشتریکت ۸۶٬۸۰۰ نفر جمعیت دارد.